# 王天祜
王天祜（1963年－），中華民國空軍少將退役，曾任空軍司令部少將副參謀長，空軍作戰指揮部少將副指揮官，空軍軍官學校少將校長，空軍司令部少將副參謀長暨航空科技研究發展中心主任、空軍司令部督察長室少將副督察長、空軍教準部少將副指揮官、空軍第427聯隊少將聯隊長、空軍第443聯隊副聯隊長、空軍第737聯隊參謀長，畢業於空軍官校74年班（1985年班）（空官66期），國防大學空軍學院88年班，國防大學戰爭學院98年班。2020年8月1日退役。

## 關聯項目
- 國機國造